# Гуржуа, Василий Георгиевич
Василий Георгиевич Гуржуа (груз. ვასილ გიორგის ძე გურჯუა, 15 ноября 1885, Кындыг, Абхазская АССР — 19 сентября 1924, Сухум, Социалистическая Советская Республика Грузия) — грузинский политик, член Учредительного собрания Грузии (1919—1921).

## Биография
Родился в крестьянской семье.

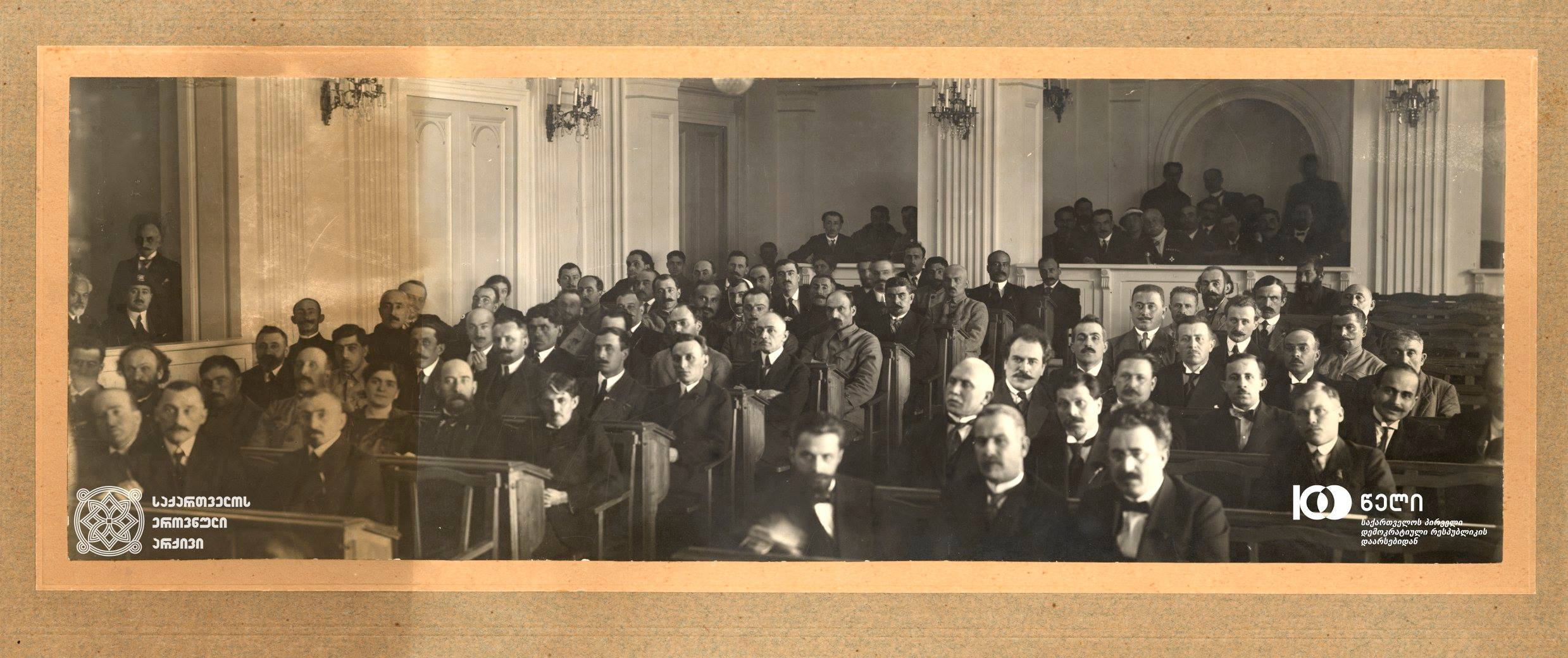
Учредительное собрание Грузии. Гуржуа, левая сторона, в последних рядах

Окончил Кутаисское сельскохозяйственное училище (1901). 
В 1902 году присоединился к освободительному движению и стал членом меньшевистской фракции Российской социал-демократической рабочей партии. В 1905 году активно участвовал в революционных событиях в Гудауте, Сухумский округ. Был арестован за незаконный ввоз оружия из-за границы. В 1907 году получил один год лишения свободы. Два с половиной года отсидел в тюрьме Метехи в Тифлисе. 
26 мая 1918 года, после распада Закавказского сейма, подписал Декларацию независимости Грузии. 
Был делегирован для формирования автономного правительства в Абхазии. 
В 1921 году, после советизации Грузии, остался в стране. Был арестован, содержался в тюрьмах в Очамчире и в Сухуме. После освобождения перешёл на нелегальное положение. 
Был арестован 1 августа 1924 года в селе Бедиа. 15 и 17 сентября 1924 года был приговорён к смертной казни и расстрелян в Сухуме 19 сентября. Согласно акту расстрела, до его смерти не было ни запроса, ни заявления от него. Местонахождение захоронения неизвестно.